# 公民教育委員會
公民教育委員會（英語：Committee on the Promotion of Civic Education，CPCE）是香港特區政府專責處理公民教育的公營機構，於1986年5月成立。

## 職權範圍
就目前推廣公民教育意識和責任的計劃和活動﹕
- 研究及討論公民教育的目的、範疇及推行方法，並提出建議，包括制訂推廣國民教育的策略及計劃，促進政府、志願機構、青少年組織、地區及社區團體之間在推廣國民教育方面的合作；
- 聯絡並協助政府各部門和社區團體提高市民對公民教育的認識和實踐；及
- 鼓勵社會各階層人士積極推廣公民及國民意識，承擔相關責任並參與有關事務，同時提供指引和協助。

## 歷任主席
- 鄭慕智 （1999年—2004年）
- 香灼璣 （2004年—2006年8月） [2][3]
- 彭敬慈 （2006年8月—2009年3月）
- 李宗德 （2009年4月1日—2015年3月31日）[4]
- 彭韻僖（2015年4月1日—2021年3月31日）[5]
- 蔡德昇（2021年4月1日—現任）

## 委員會成員
委員會的成員是由民政及青年事務局局長委任。：
| 非官方委員（2020/21年度） - 林長志，MH - 廖亞全，MH - 楊全盛 - 趙家賢博士 - 范駿華，JP - 傅曉琳 - 關浩洋 - 羅頌宜 - 陸海，BBS，MH，JP - 鄧廣成，MH | - 馮丹媚，MH，JP - 何超蕸，BBS - 葉亦楠 - 管浩鳴法政牧師，BBS - 羅乃萱，BBS，MH，JP - 鄧日朗 - 蔡德昇 - 孔泳淇 - 黎展康 - 劉馬露明 | - 梁鳳兒 - 蔡美華 - 何嘉浚 - 甄韋喬博士，MH，JP - 楊燕芝 - 陳浩庭 - 陳博智，JP - 呂志宏 - 湯修齊，MH，JP | 政府部門代表 - 民政事務局代表 - 教育局代表 - 政府新聞處代表 - 律政司代表 - 社會福利署代表 - 香港警務處代表 - 香港電台代表 - 廉政公署代表 |

## 過往新聞

### 《心繫家國》宣傳短片
2004年10月，委員會負責統籌《心繫家國》宣傳短片，以軟銷方式「提高市民對國民身分的認同及香港與國家關係的認知」；有市民認為此舉有「洗腦」之嫌，時任主席的香灼璣否認有關說法。

### 香灼璣辭職
2006年8月，時任公民教育委員會主席的香灼璣被傳媒揭發，涉嫌將倉庫地段改建豪宅自住，他在事件擾攘逾一星期後主動向政府呈辭主席一職。

### 委員出席率欠佳
公民教育委員會在2010至2011年度共進行四次會議，在27名委員當中只有7人全數出席、4人出席三次、10人出席兩次、6人只出席了一次；而委員會轄下的國民教育小組，開會及出席情況更為欠佳，在13名組員當中僅有5人百分百出席、4人出席了一次會議、4人完全缺席，完全缺席者包括馬學嘉、戴希立、伍翠瑤及陳勇。
公民教育委員會2016/17年度有4名委員缺席所有會議，包括身兼教聯會理事的將軍澳香島中學校長鄧飛、香港中文大學醫學院助理院長陳英凝、本身是理文造紙主席的全國政協委員李文俊，以及明愛柴灣馬登基金中學校長洪詠慈。鄧飛同樣於2015/16年度全年缺席，翌年卻仍獲續任委員，其在任的四個年度當中，只出席過一次會議，出席率僅9%。

## 出版

### 刊物
- 《麻雀仔》

公民教育委員會與《黃巴士》合作製作的期刊﹐以大量插圖和簡單的文字向小朋友推廣公民教育。
- 《小泥子》

公民教育委員會與《明報兒童周刊》合作製作的期刊﹐以親子導讀的模式推廣公民教育。
- 《公民通訊》

自2009年4月起製作的期刋，向市民大眾傳播正面的訊息和價值。
- 《Kidults》

由公民教育委員會贊助由年青人創作的月刊。

## 外部連結
- 公民教育委員會